# La Statuette maudite de l'oncle Ernest
La Statuette maudite de l’oncle Ernest est un jeu vidéo d’aventure et de réflexion conçu par Éric Viennot et développé par Lexis Numérique. Sorti en 2004, c’est le cinquième et dernier opus des Aventures de l’oncle Ernest,.